# バリー・ホワイト
バリー・ホワイト（Barry Eugene White, 1944年9月12日 - 2003年7月4日）は、アメリカ合衆国の男性シンガーソングライターで音楽プロデューサーである。「ラブ・アンリミテッド・オーケストラ」を編成した。代表作にラブ・アンリミテッド・オーケストラ名義の「愛のテーマ」、本人名義の「あふれる愛を」、「忘れられない君」、「マイ・エヴリシング」などがある。

## 経歴
南部テキサス州ガルベストンにてバリー・ユージーン・カーター (Barry Eugene Carter) として生まれ、カリフォルニア州ロサンゼルスで育った。少年時代には少年院で数か月間を過ごしたが、そこでラジオから流れたエルヴィス・プレスリーの「It's Now or Never」に影響を受けた。後に自らのヴォーカルグループを結成し、音楽の道に入った。
彼が手掛けた最初のヒットは、女性三人組のラヴ・アンリミテッドによる「ウォーキング・イン・ザ・レイン・ウィズ・ザ・ワン・アイ・ラヴ」(1972)だった。同曲には、ホワイトの語りも入っている。深いベース・ヴォーカルで知られ、1970年代に「アイム・ゴナ・ラヴ・ユー・ジャスト・ア・リトル・モア・ベイビー」や「ネバー・ネバー・ゴナ・ギブ・ユー・アップ」など、洗練された多くのソウル、ディスコミュージックのヒット曲を生み出した。特にラヴ・アンリミテッド・オーケストラ名義の「愛のテーマ」は大ヒットとなった。この曲にはデヴィッドT.ウォーカーやワーワーワトソンなど、後に有名になるミュージシャンが何人も参加していた。彼が携わったアルバムとシングルの総売上枚数は、1億枚にも達するという。
2002年9月に以前から患っていた高血圧に伴う腎臓疾患で入院し、人工透析を受ける。さらに2003年5月にカテーテル移植手術の際に脳梗塞を発症し、右半身に麻痺と言語障害が残った。同年7月4日、腎不全による合併症のため、入院先であるロサンゼルスのシダーズ・シナイ医療センターで死去した。58歳没。

## ラブ・アンリミテッド・オーケストラ
David T. Walker
Wah Wah Watson(Melvin Ragin) 
レイ・パーカーJr.
ネイサン・イースト 
 ウィルトン・フェルダー 
アーニー・ワッツ
ジーン・ペイジ
ケニーG
 リー・リトナー 
 John Roberts (leader) 
 Emmett North, Jr. 
 Don Peake 
 Steve Guillory Sr. 
 Stella Castelucci 
その他

## ディスコグラフィ

### アルバム

#### ラヴ・アンリミテッド & Love Unlimited Orchestra
- From a Girl's Point of View We Give to You （1972年）
- Under the Influence of （1973年）
- Rhapsody in White （1974年）
- Together Brothers （1974年）
- In Heat （1974年）
- White Gold （1974年）
- Music Maestro Please （1975年）
- My Sweet Summer Suite （1976年）
- He's All I've Got （1977年）
- My Musical Bouquet （1978年）

#### バリー・ホワイト
- I've Got So Much to Give （1973年）
- Stone Gon'  （1973年）
- Can't Get Enough （1974年）
- Just Another Way to Say I Love You （1975年）
- Let the Music Play （1976年）
- Is this whatcha wont? （1976年）
- Barry White Sings for Someone You Love （1977年）
- 『熱い涙』 - The Man （1978年）
- The Message is Love （1979年）
- I Love to Sing the Songs I Sing （1979年）
- Sheet Music （1980年）
- Barry & Glodean （1981年）
- Beware! （1981年）
- Change （1982年）
- Dedicated （1983年）
- Love is Only Good With Animals （1985年）
- The Right Night & Barry White （1987年）
- The Man is Back! （1989年）
- Put Me in Your Mix （1991年）
- The Icon is Love （1994年）
- All-Time Greatest Hits. PolyGram Records （1994年）
- The Ultimate Collection （1999年）
- 『ステイング・パワー』- Staying Power （1999年）
- Just for You 4 CD Box Set - 39 tracks, 32 page booklet （2000年）